# Kid Abelha
I Kid Abelha sono stati un gruppo musicale di genere new wave di Rio de Janeiro, Brasile, composta da Paula Toller (cantante principale), George Israel (sassofono, chitarra e voce) e Bruno Fortunato (chitarra acustica e chitarra elettrica).
La formazione ha registrato dodici album in studio, tre album live, quattro raccolte e due DVD.

## Storia
Il gruppo fu formato nel 1981 dal batterista Carlos Beni, George Israel e Leoni, assieme a Paula Toller, unitasi durante delle sessioni di prova. Nel 1982, il chitarrista Beto Martins e il tastierista statunitense Richard Owens registrarono due demo dai titoli Distração e Vida de cão é chato pra cachorro. Beni portò la cassetta alla stazione radio Fluminense FM; quando gli fu chiesto il nome del gruppo, tirò fuori un foglietto dalla tasca su cui erano scritti i nomi che erano stati ipotizzati senza aver però raggiunto ancora un accordo, e scelse il primo nome in elenco: Kid Abelha & os abóboras selvagens.
Riscuotendo successo nella scena underground carioca, le due canzoni trovarono posto nell'album Rock Voador, al cui interno altri gruppi brasiliani avevano incluso alcune loro musiche. Successivamente i Kid Abelha registrarono il singolo Pintura íntima/Por que não eu?, vendendo 100 000 copie del disco.
Nel 1984 pubblicarono il primo album, Seu espião, al cui interno erano incluse Pintura íntima, Fixação e Como eu quero, e per questo lavoro ricevettero il primo disco d'oro della nuova generazione di musicisti brasiliani. L'anno successivo il gruppo suonò al Rock in Rio, un'esperienza che i musicisti considerarono il loro "esame d'ammissione" nel circuito musicale.
Nel 1986 Leoni ebbe un alterco con Léo Jaime in cui furono coinvolti anche Paula Toller, la moglie di Leoni Fabiana Kherlakian e Herbert Vianna. Dopo esser stato colpito da Paula con un pandeiro, Leoni abbandonò la formazione musicale.

## Discografia

### Album in Studio
- 1984 - Seu Espião
- 1985 - Educação Sentimental
- 1987 - Tomate
- 1989 - Kid
- 1991 - Tudo é Permitido
- 1993 - Iê Iê Iê
- 1996 - Meu Mundo Gira Em Torno de Você
- 1998 - Autolove
- 1999 - Espanhol
- 2000 - Coleção
- 2001 - Surf
- 2005 - Pega Vida

### Album dal vivo
- 1986 - Kid Abelha Ao Vivo
- 1995 - Meio Desligado
- 2002 - Kid Abelha Acústico MTV

### Raccolte
- 1990 - Greatest Hits 80's
- 1997 - Remix
- 2001 - E-Collection
- 2006 - Warner 30 Anos

### EPs / Singoli
- 1983 - Pintura Íntima/Por Que Não Eu?
- 1984 - Como Eu Quero/Homem Com Uma Missão
- 1997 - Kid Abelha Single

### Singoli
| Anno     | Singolo                                       | Classifiche | Classifiche | Classifiche | Classifiche | Album                           |  |
| Anno     | Singolo                                       | SPA         | USA         | MES         | POR         | Album                           |  |
| -------- | --------------------------------------------- | ----------- | ----------- | ----------- | ----------- | ------------------------------- |  |
| 1982     | "Distração"                                   | —           | —           | —           | —           | Rock Voador                     |  |
| 1983     | "Pintura Íntima"                              | —           | —           | —           | —           | Seu Espião                      |  |
| 1984     | "Como Eu Quero"                               | —           | —           | —           | —           | Seu Espião                      |  |
| 1984     | "Nada Tão Assim"                              | —           | —           | —           | —           | Seu Espião                      |  |
| 1984     | "Fixação"                                     | —           | —           | —           | —           | Seu Espião                      |  |
| 1984     | "Por Que Não Eu?"                             | —           | —           | —           | —           | Seu Espião                      |  |
| 1985     | "Alice (Não Me Escreva Aquela Carta de Amor)" | —           | —           | —           | —           | Seu Espião                      |  |
| 1985     | "Educação Sentimental I"                      | —           | —           | —           | —           | Educação Sentimental            |  |
| 1985     | "Lágrimas e Chuva"                            | —           | —           | —           | —           | Educação Sentimental            |  |
| 1985     | "A Fórmula do Amor"                           | —           | —           | —           | —           | Educação Sentimental            |  |
| 1986     | "Garotos"                                     | —           | —           | —           | —           | Educação Sentimental            |  |
| 1986     | "Educação Sentimental II"                     | —           | —           | —           | —           | Educação Sentimental            |  |
| 1986     | "Os Outros"                                   | —           | —           | —           | —           | Educação Sentimental            |  |
| 1986     | "Nada Por Mim"                                | —           | —           | —           | —           | Kid Abelha Ao Vivo              |  |
| 1987     | "Tomate"                                      | —           | —           | —           | —           | Tomate                          |  |
| 1987     | "Amanhã é 23"                                 | —           | —           | —           | —           | Tomate                          |  |
| 1987     | "Me Deixa Falar"                              | —           | —           | —           | —           | Tomate                          |  |
| 1988     | "No Meio da Rua"                              | —           | —           | —           | —           | Tomate                          |  |
| 1989     | "Dizer Não é Dizer Sim"                       | —           | —           | —           | —           | Kid                             |  |
| 1989     | "Agora Sei"                                   | —           | —           | —           | —           | Kid                             |  |
| 1989     | "Todo Meu Ouro"                               | —           | —           | —           | —           | Kid                             |  |
| 1990     | "De Quem é o Poder"                           | —           | —           | —           | —           | Kid                             |  |
| 1991     | "Grand Hotel"                                 | —           | —           | —           | —           | Tudo é Permitido                |  |
| 1991     | "No Seu Lugar"                                | —           | —           | —           | —           | Tudo é Permitido                |  |
| 1992     | "Não Vou Ficar"                               | —           | —           | —           | —           | Tudo é Permitido                |  |
| 1993     | "Em 92"                                       | —           | —           | —           | —           | Iê Iê Iê                        |  |
| 1993     | "Deus (Apareça na Televisão)"                 | —           | —           | —           | —           | Iê Iê Iê                        |  |
| 1993     | "Eu Tive um Sonho"                            | —           | —           | —           | —           | Iê Iê Iê                        |  |
| 1995     | "Solidão Que Nada"                            | —           | —           | —           | —           | Meio Desligado                  |  |
| 1996     | "Te Amo Pra Sempre"                           | —           | —           | —           | —           | Meu Mundo Gira em Torno de Você |  |
| 1996     | "Na Rua, Na Chuva, Na Fazenda"                | —           | —           | —           | —           | Meu Mundo Gira em Torno de Você |  |
| 1996     | "Com é Que Eu Vou Embora?"                    | —           | —           | —           | —           | Meu Mundo Gira em Torno de Você |  |
| 1997     | "¿Por Qué Me Quedo Tan Sola?"                 | 1           | 142         | 19          | —           | Espanhol                        |  |
| 1997     | "Te Amo Por Siempre"                          | 6           | 89          | 28          | —           | Espanhol                        |  |
| 1997     | "Como Yo Quiero"                              | 1           | 73          | 1           | —           | Espanhol                        |  |
| 1997     | "Pintura Íntima" (Remix version)              | —           | 23          | —           | 1           | Remix                           |  |
| 1998     | "Eu Só Penso em Você"                         | —           | —           | —           | 18          | Autolove                        |  |
| 1998     | "Maio"                                        | —           | —           | —           | 1           | Autolove                        |  |
| 1999     | "Ouvir Estrelas"                              | —           | —           | —           | 27          | Autolove                        |  |
| 2000     | "Deve Ser Amor"                               | —           | —           | —           | 8           | Coleção                         |  |
| 2000     | "Pare o Casamento"                            | —           | —           | —           | 1           | Coleção                         |  |
| 2000     | "Pingos de Amor"                              | —           | —           | —           | 10          | Coleção                         |  |
| 2001     | "Eu Não Esqueço Nada"                         | —           | —           | —           | 33          | Surf                            |  |
| 2001     | "Eu Contra a Noite"                           | —           | —           | —           | 1           | Surf                            |  |
| 2002     | "O Rei Do Salão"                              | —           | —           | —           | 47          | Surf                            |  |
| 2002     | "Nada Sei"                                    | —           | —           | —           | 1           | Acústico MTV                    |  |
| 2003     | "Quero te Encontrar"                          | —           | —           | —           | 1           | Acústico MTV                    |  |
| 2003     | "Lágrimas e Chuva"                            | —           | —           | —           | 13          | Acústico MTV                    |  |
| 2003     | "Como Eu Quero"                               | —           | —           | —           | 3           | Acústico MTV                    |  |
| 2005     | "Poligamia"                                   | —           | —           | —           | 1           | Pega Vida                       |  |
| 2005     | "Peito Aberto"                                | —           | —           | —           | 1           | Pega Vida                       |  |
| 2005     | "Eu Tô Tentando"                              | —           | —           | —           | 1           | Pega Vida                       |  |
| 2006     | "Por Que Eu Não Desisto de Você"              | —           | —           | —           | 19          | Pega Vida                       |  |
| Number 1 | Number 1                                      | 2           | —           | 1           | 9           |                                 |  |

## Videografia

### Video musicali
- 1984 - Como Eu Quero
- 1984 - Seu Espião
- 1984 - Nada Tanto Assim
- 1985 - Lágrimas e Chuva
- 1985 - Os Outros
- 1986 - Nada Por Mim
- 1987 - Tomate
- 1987 - Me Deixa Falar
- 1989 - Agora Sei
- 1991 - Grand Hotel
- 1991 - No Seu Lugar
- 1993 - Eu Tive Um Sonho
- 1993 - Em Noventa e Dois
- 1996 - Te Amo Pra Sempre
- 1996 - Na Rua, Na Chuva, Na Fazenda
- 1997 - ¿Porque Me Quedo Tán Sola?
- 1998 - Eu Só Penso em Você
- 1998 - Maio...
- 2000 - Deve Ser Amor
- 2001 - Eu Contra A Noite
- 2001 - O Rei do Salão
- 2001 - Eu Não Esqueço Nada
- 2002 - Nada Sei
- 2002 - Quero te Encontrar
- 2005 - Poligamia
- 2005 - Peito Aberto
- 2005 - Pq Eu Não Desisto de Vc
- 2005 - Eu Tou Tentando

### DVD
- 2002 - Acústico MTV
- 2005 - Pega Vida